# Ходемчук, Валерий Ильич
Валерий Ильич Ходемчук (укр. Валерій Ілліч Ходемчук; 24 марта 1951, Крапивня, Киевская область — 26 апреля 1986, Чернобыльская АЭС) — старший оператор главных циркуляционных насосов (ГЦН) реакторного цеха № 2 Чернобыльской атомной электростанции (ЧАЭС). Работал в ночную смену на ЧАЭС в ночь с 25 на 26 апреля 1986 года и стал первой жертвой аварии на ЧАЭС.

## Биография
Родился 24 марта 1951 года в селе Крапивня Иванковского района Киевской области.
Трудовую деятельность начал на Чернобыльской АЭС в марте 1978 года. Работал на должностях машиниста котлов, старшего машиниста котлов ЦТПК (цеха тепловых и подземных коммуникаций), оператора главных циркуляционных насосов, старшего оператора главных циркуляционных насосов РЦ-2 энергоблока № 4.

## 26 апреля 1986 года
В ночь на 26 апреля 1986 года Ходемчук находился в одном из насосных отделений ГЦН энергоблока № 4, выполняя плановые переключения на оборудовании. В 01:23:47 (Московское время) на энергоблоке № 4 произошла серия мощных взрывов. Взрывы уничтожили ядерный реактор и окружающее его здание, в том числе главные циркуляционные насосы. Валерий Ходемчук был первым человеком, погибшим в результате аварии на ЧАЭС, так как считается, что он погиб мгновенно, под обломками конструкционных материалов.
Его тело так и не было найдено. Предполагается, что он погребен под обломками конструкций энергоблока.Также есть вероятность, что тело Ходемчука было уничтожено из-за тепла, выброшенного при взрыве реактора. Памятник Ходемчуку был построен в боковой части внутренней разделительной стены Саркофага, к востоку от зала ГЦН, где он умер. В 1998 году кенотаф в его честь был установлен на Митинском кладбище в Москве, где захоронены пожарные и работники электростанции. 

## Награды
- орден «Знак Почёта» (24.12.1986, посмертно);
- орден Трудовой Славы 3-й степени (14.09.1984);
- орден «За мужество» III степени (2008, посмертно)[8].

## Память
Роль Ходемчука в мини-сериале HBO 2019 года «Чернобыль» сыграл Киран О'Брайен.